# 2017년 스페인 헌정위기

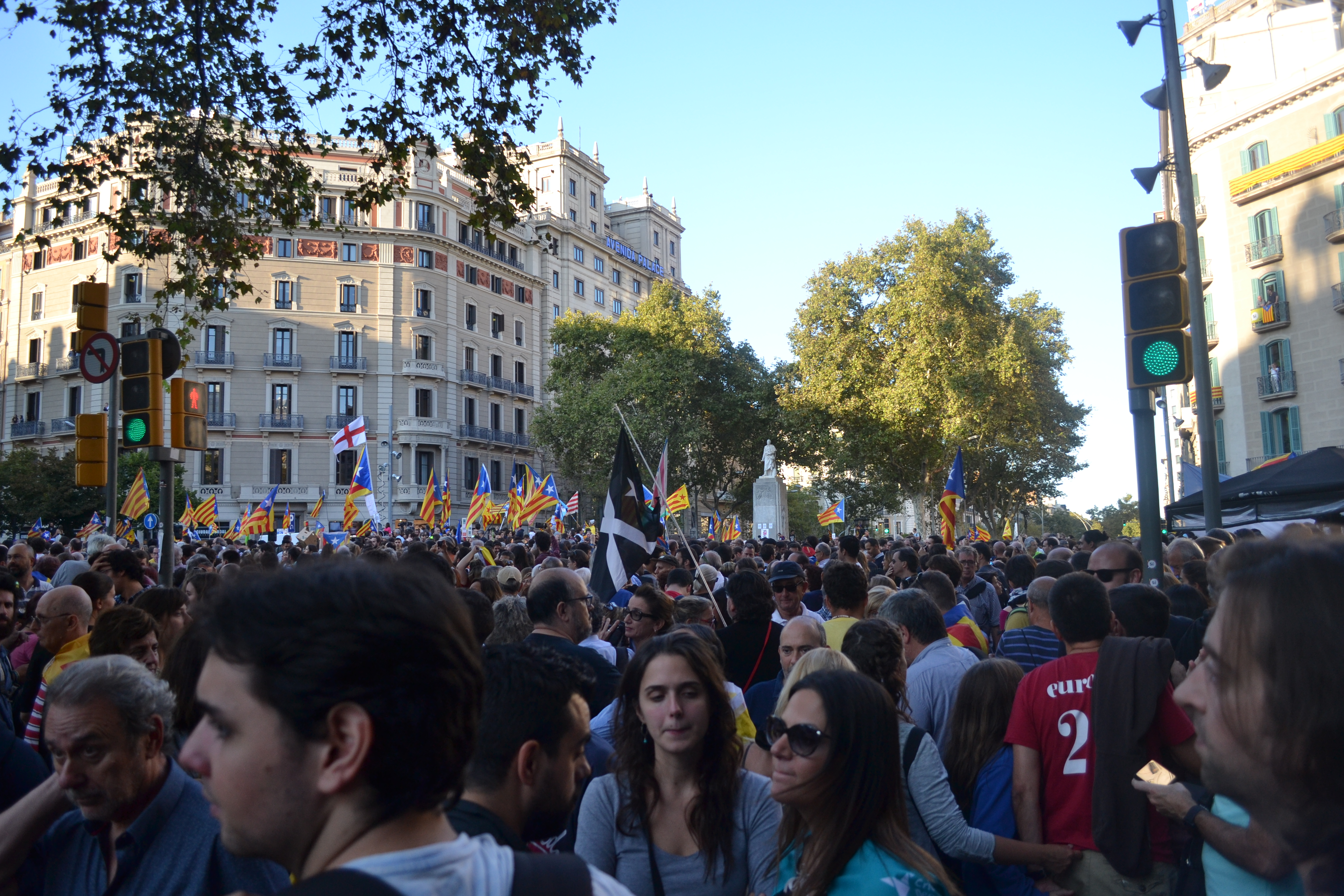
아누비스 작전으로 카탈루냐 자치정부 고위공무원들을 체포한 스페인 중앙경찰에게 항의하는 시위대.

2017년 스페인 헌정위기(카탈루냐어: crisi constitucional espanyola de 2017, 영어: 2017 Spanish constitutional crisis)는 2017년 카탈루냐 독립 국민투표를 둘러싸고 스페인 정부와 카탈루냐 자치정부 사이에 벌어진, 2017년 10월 현재 진행중인 분쟁이다. 마리아노 라호이 총리 내각이 투표가 불법이라고 선언하고 스페인 헌법재판소가 투표를 저지시키면서 분쟁이 촉발되었다. 카탈루냐 자치 정부 수반 카를레스 푸지데몬은 이에 맞서 스페인 중앙정부나 헌법재판소는 카탈루냐의 국민투표를 막을 수 없을 것이라고 선언하고, 지자체장들에게 투표 진행을 적극 지원할 것을 주문했다.
9월 15일 카탈루냐 독립파 정당들이 국민투표 운동을 개시하면서 스페인 정부는 10월 1일로 예정된 투표를 중단시키기 위한 모든 수단을 동원했다. 카탈루냐의 재정이 파산할 것이라고 위협하는 것은 물론, 국민투표 관련 포스터와 팸플릿, 리플렛들을 경찰이 불법 유인물로서 압수하고, 국민투표 진행을 돕겠다고 공개적으로 선언한 700명 이상의 지자체장들에 대한 형사 수사가 개시되었다. 9월 20일, 스페인 경찰이 바르셀로나의 카탈루냐 자치정부 본청을 급습하면서 양측의 긴장은 임계점을 넘어섰다. 이 "아누비스 작전"으로 카탈루냐 자치정부 고위 공무원 13명이 체포되었다. 일부 국제 언론들은 이 사태를 "스페인 근현대사상 최악의 정치 위기"라고 부르고 있다.
2017년 10월 27일에 카탈루냐 자치정부는 스페인으로부터 독립을 선포하고 카탈루냐 공화국의 수립을 선언했으며, 스페인 정부는 카탈루냐의 자치권을 박탈하면서 갈등이 고조되었다.